# NGC 6910
NGC 6910 è un giovane ammasso aperto visibile nella costellazione del Cigno; è legato al grande complesso nebuloso di Cygnus X e alle sue numerose associazioni OB.

## Osservazione

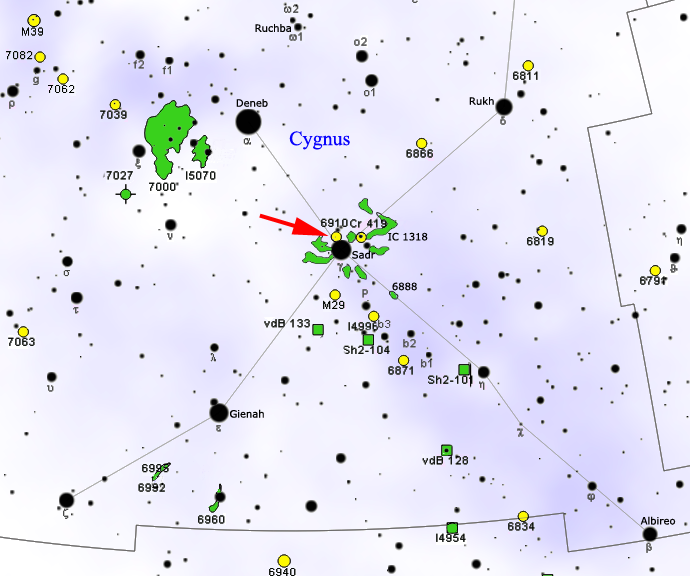
Mappa per individuare NGC 6910.

Si individua facilmente a circa 30' in direzione NNE rispetto alla brillante stella Sadr (γ Cygni), che rappresenta il cuore del Cigno. Attraverso un binocolo appare come un piccolo gruppo concentrato di stelle di aspetto allungato e dominato da due stelle giallognole di settima magnitudine; con un telescopio da 130mm di apertura possono essere individuate alcune decine di stelle di decima magnitudine allineate a sud di entrambe le stelle più luminose. Strumenti di diametro maggiore non rivelano ulteriori dettagli e le numerose stelle deboli dell'ammasso si confondono coi ricchissimi campi stellari circostanti. Le foto della zona rivelano che l'ammasso appare immerso nei brillanti banchi nebulosi di IC 1318.
Quest'ammasso può essere osservato da entrambi gli emisferi terrestri, sebbene la sua declinazione molto settentrionale favorisca notevolmente gli osservatori dell'emisfero nord; dalle regioni boreali si presenta estremamente alto nel cielo nelle notti d'estate, mentre dall'emisfero australe resta sempre molto basso, ad eccezione delle aree prossime all'equatore. È comunque visibile da quasi tutte le aree abitate della Terra. Il periodo migliore per la sua osservazione nel cielo serale è quello compreso fra giugno e novembre.

## Storia delle osservazioni
NGC 6910 venne individuato per la prima volta da William Herschel nel 1786, attraverso un telescopio riflettore da 18,7 pollici; il figlio John Herschel lo inserì nel General Catalogue of Nebulae and Clusters col numero 2077.

## Caratteristiche
NGC 6910 è un ammasso formato da alcune decine di stelle di magnitudine più luminosa della 12. La sua distanza è stata indicata come pari a circa 1140 parsec (3710 anni luce) oun po' superiore, attorno ai 1500 parsec (4890 anni luce); in entrambi i casi, l'ammasso viene a trovarsi nella regione circostante il grande sistema nebuloso Cygnus X, cui sono legate numerose associazioni OB, fra le quali spiccano Cygnus OB2 e Cygnus OB9, cui probabilmente NGC 6910 è legata fisicamente. La sua età è stata stimata sui 5-10 milioni di anni al massimo ed è stata determinata attraverso studi fotometrici.
Fra le sue componenti sono note numerosissime stelle variabili, fra le quali spicca la stella più luminosa dell'ammasso, HD 194279, nota anche con la sigla V2118 Cygni; si tratta di una stella Be che presenta oscillazioni minime, dell'ordine di 0,07 magnitudini. Numerose sono le variabili β Cephei, tutte oscillanti attorno alla magnitudine 10. Un gran numero di componenti sono per altro supergiganti blu intrinsecamente molto luminose.
La regione circostante l'ammasso è ricca di nubi in cui è attiva la formazione stellare, come è testimoniato dalla presenza di almeno 40 stelle che mostrano rilevanti emissioni nella banda dell'Hα.